# Transcobec
Vous pouvez aider à l'améliorer ou bien discuter des problèmes sur sa page de discussion.
- Son contenu est rédigé entièrement ou presque à partir d'une seule source. N'hésitez pas à modifier cet article pour améliorer sa vérifiabilité en apportant de nouvelles références dans des notes de bas de page. (Marqué depuis juin 2025)
- Il ne s’appuie pas, ou pas assez, sur des sources secondaires ou tertiaires. (Marqué depuis juin 2025)

- Archive Wikiwix
- Bing
- Cairn
- DuckDuckGo
- E. Universalis
- Gallica
- Google
- G. Books
- G. News
- G. Scholar
- Persée
- Qwant
- (zh) Baidu
- (ru) Yandex
- (wd) trouver des œuvres sur Wikidata

Les Autobus Transcobec, est une compagnie de transport scolaire, urbain et adapté. Elle fait partie de la société de transport EXO. Elle assure le transport urbain du secteur sud des Laurentides (Saint-Jérôme).

## Flotte des véhicules urbains

### Véhicules réguliers
| Numéro du véhicule | Statut     | Année | Constructeur                             | Moteur et transmission                           | Note |
| ------------------ | ---------- | ----- | ---------------------------------------- | ------------------------------------------------ | --- |
| 599                | Retiré     |       | Palling Alouette                         |                                                  | |
| 600                | Retiré     |       | Palling Alouette                         |                                                  | |
| 601                | Retiré     | 1986  | General Motors Diesel Division TC40-102N | Detroit Diesel 6V71N & Allison V731              | |
| 602                | Retiré     | 2004  | Transcar Classic                         | Cummins ISC & Voith D863.3                       | - Ex-Transcobec 602(1986) |
| 603                | Retiré     | 2004  | Transcar Classic                         | Cummins ISC & Voith D863.3                       | - Ex-Transcobec 603(1986) |
| 604                | Retiré     | 2004  | Transcar Classic                         | Cummins ISC & Voith D863.3                       | - Ex-Transcobec 604(1986) |
| 604                | Retiré     | 2006  | Blue Bird TC3000                         |                                                  | - Ex-Paquette 604. Transféré chez Transcobec, puisque Paquette allait s'en départir.                                                        |
| 605                | Retiré     | 1995  | Nova Bus TC40-102N                       | Cummins C8.3 & Allison B400R                     | |
| 606                | Retiré     | 1995  | Nova Bus TC40-102N                       | Cummins C8.3 & Allison B400R                     | |
| 607                | Retiré     | 2004  | Transcar Classic                         | Cummins ISC & Voith D863.3                       | |
| 608                | En Service | 2002  | Nova Bus LFS                             | Cummins ISC & ZF Ecomat 6HP552C                  | - Originellement construit pour la STM 22-374.                                                                                              |
| 609                | En Service | 2002  | Nova Bus LFS                             | Cummins ISC & ZF Ecomat 6HP552C                  | - Originellement construit pour la STM 22-375.                                                                                              |
| 610                | Retiré     | 2004  | Transcar Classic                         | Cummins ISC & Voith D863.3                       | |
| 611                | En Service | 2007  | Nova Bus LFS                             | Cummins ISL & ZF Ecomat 6HP554C                  | |
| 612                | En Service | 2007  | Nova Bus LFS                             | Cummins ISL & ZF Ecomat 6HP554C                  | |
| 613                | En Service | 2007  | Nova Bus LFS                             | Cummins ISL & ZF Ecomat 6HP554C                  | |
| 614                | Retiré     | 2008  | Nova Bus LFS HEV                         | Cummins ISB & Allison EP 40 Hybrid System        | - Vendu au CFTR |
| 615                | Retiré     | 2008  | Nova Bus LFS HEV                         | Cummins ISB & Allison EP 40 Hybrid System        | - Convertis au diesel - A rendu l'âme en réparation                                                                                         |
| 616                | Retiré     | 2009  | Thomas HDX                               | Cummins ISB & Allison PTS 2500                   | Vendu à un particulier |
| 617                | En Service | 2010  | Nova Bus LFS                             | Cummins ISL9 & ZF Ecolife 6AP1400B               | |
| 618                | En Service | 2010  | Nova Bus LFS                             | Cummins ISL9 & ZF Ecolife 6AP1400B               | |
| 619                | En Service | 2011  | Nova Bus LFS                             | Cummins ISL9 & ZF Ecolife 6AP1400B               | |
| 620                | En Service | 2011  | Nova Bus LFS                             | Cummins ISL9 & ZF Ecolife 6AP1400B               | |
| 621                | En Service | 2012  | Nova Bus LFS                             | Cummins ISL9 & ZF Ecolife 6AP1400B               | A/C |
| 622                | En Service | 2012  | Nova Bus LFS                             | Cummins ISL9 & ZF Ecolife 6AP1400B               | A/C |
| 623                | Retiré     | 2012  | GMC Starcraft Starlite                   | GM DuraMax 6.6L & GM 6L90                        | - Ex-Autobus Paquette #644. - Ce bus a rendu l’âme 2 ans après qu’il soit arrivé chez Transcobec.                                           |
| 624                | Retiré     | 2012  | GMC Starcraft Starlite                   | GM DuraMax 6.6L & GM 6L90                        | - Ex-Autobus Paquette #645. |
| 625                | En Service | 2014  | New Flyer Industries MD30                | Cummins ISB & Allison B300R                      | |
| 626                | En Service | 2014  | New Flyer Industries MD30                | Cummins ISB & Allison B300R                      | |
| 627                | En Service | 2014  | New Flyer Industries MD30                | Cummins ISB & Allison B300R                      | |
| 628                | En Service | 2014  | New Flyer Industries MD30                | Cummins ISB & Allison B300R                      | |
| 629                | En Service | 2014  | New Flyer Industries MD30                | Cummins ISB & Allison B300R                      | |
| 630                | En Service | 2014  | New Flyer Industries MD30                | Cummins ISB & Allison B300R                      | |
| 631                | En Service | 2014  | New Flyer Industries MD30                | Cummins ISB & Allison B300R                      | |
| 632                | En Service | 2014  | New Flyer Industries MD30                | Cummins ISB & Allison B300R                      | |
| 633                | Retiré     | 2016  | GMC Starcraft Starlite                   | GM DuraMax 6.6L & GM 6L90                        | |
| 634                | Retiré     | 2016  | GMC Starcraft Starlite                   | GM DuraMax 6.6L & GM 6L90                        | |
| 635                | Retiré     | 2014  | Inter AC                                 | MaxForce                                         | - A/C - Ancien bus touristique |
| 636                | Retiré     | 2019  | Blue Bird Minibus                        | Ford E-450                                       | - Roule au propane et à l'essence - A/C - Véhicule Vendu pour le contrat d'exo Roussillon                                                   |
| 637                | En service | 2019  | Blue Bird Minibus                        | Ford E-450                                       | - Roule au propane et à l'essence - A/C - Support à vélo non disponible sur ce véhicule                                                     |
| 638                | En service | 2019  | Blue Bird Minibus                        | Ford E-450                                       | - Roule au propane et à l'essence - A/C - Support à vélo non disponible sur ce véhicule                                                     |
| 639                | En service | 2014  | NovaBus                                  | Cummins ISL 8.9 280 HP & ZF EcoLife (6 vitesses) | - A/C Ex-Autobus Brunet 7002 (TCMT) Exx-Autobus La Québécoise 1413 Exxx-Transdev Québec 3061(33)4 Exxxx-Metropolitan Transit Authority 8090 |

## Flotte des véhicules urbains adaptés

### Véhicules réguliers
| Numéro du véhicule | Statut     | Année | Constructeur     | Moteur et transmission        | Note                      |
| ------------------ | ---------- | ----- | ---------------- | ----------------------------- | ------------------------- |
| 3                  | Retiré     | ~2009 | Blue Bird Tc3000 | Cummins ISB & Allison 2500    |                           |
| 8                  | En Service | 2012  | Blue Bird Vision | Cummins ISB & Allison 2500    | - Ex-Autobus Brunet #2156 |
| 10                 | En Service | ~2015 | Blue Bird G5     |                               |                           |
| 11                 | En Service | ~2015 | Blue Bird G5     |                               |                           |
| 13                 | en service | 2010  | Blue Bird Vision |                               | Ex-Autobus Brunet # 2120  |
| 285                | Retiré     | ~1998 | Thomas Vista     | Inter DT444E & Allison 2000   |                           |
| 328                | Retiré     | ~2006 | Blue Bird Tc3000 | Caterpillar C7 & Allison 2500 |                           |

## Lignes de transport urbain

### Lignes opérées par Transcobec
| #   | Secteur                              | Route    | Destination                      | Destination                 | Véhicule Sem. | Véhicule FDS | Nombre de départ | Nombre de départ | Ville desservie | État du réseau | Note de service                                                    |
| --- | ------------------------------------ | -------- | -------------------------------- | --------------------------- | ------------- | ------------ | ---------------- | ---------------- | --------------- | -------------- | ------------------------------------------------------------------ |
| 100 | Lafontaine                           | Régulier | Gare intermodale de Saint-Jérôme | Carrefour du Nord           | 631           | 618          | 44 (LMMJV)       | 30 (SD)          | Saint-Jérôme    |                |                                                                    |
| 101 | St-Antoine                           | Régulier | Gare intermodale de Saint-Jérôme | Galeries Des Laurentides    | 627           | 621          | 44 (LMMJV)       | 30 (SD)          | Saint-Jérôme    |                |                                                                    |
| 102 | Lafontaine                           | Régulier | Gare intermodale de Saint-Jérôme | Carrefour du Nord           | 612-613       | 613          | 44 (LMMJV)       | 30 (SD)          | Saint-Jérôme    |                |                                                                    |
| 103 | Centre                               | Régulier | Gare intermodale de Saint-Jérôme | Carrefour du Nord           | 626-630       | 620          | 44 (LMMJV)       | 30 (SD)          | Saint-Jérôme    |                |                                                                    |
| 105 | Bellefeuille Nord                    | Régulier | Gare intermodale de Saint-Jérôme | Quatre-Saison / Maisonneuve | 625-629       | 615-622      | 44 (LMMJV)       | 30 (SD)          | Saint-Jérôme    |                | Autobus souvent à pleine capacité                                  |
| 107 | Secteur commerciaux et industrielles | Régulier | Gare intermodale de Saint-Jérôme | Carrefour du Nord           | 636-637       |              | 44 (LMMJV)       | 30 (SD)          | Saint-Jérôme    |                | Accuse du retard en heure de pointe Autobus parfois très fréquenté |

### Lignes opérés par Transcobec et Transdev
| # | Secteur              | Route    | Destination                                             | Destination               | Véhicule utilisé | # de véhicule                               | Nombre de départ | Nombre de départ | Ville desservie                                        | État du réseau                                                     | Note de service |
| - | -------------------- | -------- | ------------------------------------------------------- | ------------------------- | ---------------- | ------------------------------------------- | ---------------- | ---------------- | ------------------------------------------------------ | ------------------------------------------------------------------ | --- |
| 9 | Saint-Jérôme - Laval | Régulier | Lafontaine (St-George/Lafontaine)                       | Station Montmorency (STM) | Nova Bus LFS     | 611-612-613-615-617-618-619-620-621-622-639 | 179 (LMMJV)      | 77 (SD)          | Saint-Jérôme, Mirabel,Blainville Sainte-Thérèse, Laval |                                                                    | :Passage aux 10 minutes en heure de pointe, 15 minutes hors pointe, 30 minutes aux périodes creuses et fins de semaines peut aller jusqu'à 1 heure du lundi au vendredi bien tôt le matin et tard le soir |
| 9 | Saint-Jérôme - Laval | Express  | Gare intermodale de Saint-Jérôme ~Cégep de Saint-Jérôme | Station Montmorency (STM) | Nova Bus LFS     |                                             | 4 (LMMJV)        | 0 (SD)           | Saint-Jérôme, Laval                                    | hors service durant l'été, sauf direction Montmorency tôt le matin | |